# آندروکلس

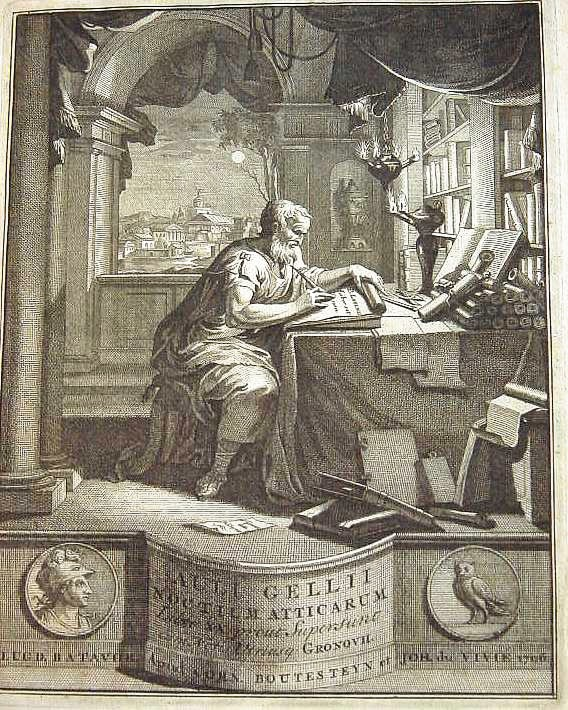
پشت جلد یک نسخهٔ لاتین از کتاب شبهای آتیک (نخستین کتابی که شکل کلاسیک داستان آندروکلس را ثبت کرده‌است)، مربوط به سال ۱۷۰۶

آندروکلِس Androcles یا آندروکلوس Androclus، شخصیتی افسانه ای در روم باستان، که ابتدا برده یا غلام قنسول روم بود و داستان دوستی او با یک شیر درنده و تنومند، داستانی دلپذیر و معروف به‌شمار می‌آید. البته برخی معتقدند که این شخصیت، ممکن است به‌طور کامل داستانی و غیرواقعی نباشد و در تاریخ روم جایی داشته باشد. به‌ویژه که در داستان‌های مربوط به او، وی را به عنوان برده‌ای توصیف کرده‌اند که در اوایل قرن اول میلادی، در امپراتوری روم می‌زیسته، و امپراتور معاصر با او، تیبریوس یا احتمالاً کالیگولا بوده‌است.

## معرفی ویل دورانت
ویل دورانت، در کتاب تاریخ تمدن، آندروکلس را چنین معرفی می‌کند:
تمامی مردم جهان داستان آندروکلس را می‌دانند. وی غلامی فراری بود که چون گرفتار شد، او را با شیر در میدان افکندند، امّا می‌گویند که آن شیر به یادداشت که آندروکلس خاری را از دست او بیرون کشیده بود، پس حاضر نشد او را بیازارد. آندروکلس عفو شد، و با نمایش دادن شیر متمدن خود در میکده‌ها معیشت می‌کرد.

## افسانهٔ کلاسیک
منبع کلاسیک یا به لاتین: The locus classicus در مورد این داستان، کتاب پنجم از آثار آئولوس ژلیوس Aulus Gellius، مربوط به قرن دوم میلادی می‌باشد، که کتاب او، معروف به شب‌های زیرشیروانی داستان آندروکلس را در برداشت. نوشتهٔ ژلیوس در این کتاب، با داستان‌هایی در ارتباط است که از قول فردی به نام آپیون Apion نقل می‌شود و در مورد سیر و سیاحت‌هایی است که وی در بخش‌هایی از امپراتوری روم و به ویژه در مصر به انجام رسانیده و از آن با عنوان «عجایب مصر» نام برده‌است. در بخشی از این روایت، آپیون ادعا کرده که شخصاً در رم شاهد اتفاقی بوده که در کلوسئوم این شهر، برای آندروکلس افتاده‌است.
در این نسخه، آندروکلس Androcles، که در زبان لاتین، از وی با عنوان آندروکلوس Androclus، نام برده می‌شود، یک برده فراری معرفی می‌گردد که از دست یکی از قنسول‌های سابق روم می‌گریزد. قنسول که اداره بخشی از آفریقا [یعنی همان بخشی که آندروکلس در آن زندگی می‌کرده] را نیز بر عهده داشته‌است، از فرار آندروکلس خشمگین می‌شود و افرادی را برای یافتن و بازگرداندن آندروکلس گسیل می‌نماید.
امّا آندروکلس، در هنگام فرار، در جستجوی یک سرپناه به یک غار پناهنده می‌شود، غاری که به زودی معلوم می‌شود در اصل کنام (محل زندگی) یک شیر بیمار و زخمی بوده‌است. گرچه آندروکلس نخست از شیر تنومند می‌ترسد، امّا بزودی با وی ارتباط صمیمی پیدا می‌کند. چراکه آندروکلس متوجه زخمی بودن پای شیر می‌شود و می‌بیند که علت زخم، خار بزرگی است که در پای شیر فرورفته‌است.
او با تلاش زیاد، خار بزرگ را از پای حیوان خارج می‌سازد و سپس زخم آلوده را از چرک و کثافت پاک می‌کند و پای شیر را بانداژ می‌نماید. در نتیجهٔ کار آندروکلس، مدتی بعد، شیر درنده بهبود می‌یابد و کم‌کم در مواجهه با آندروکلس اهلی می‌شود، طوری‌که برای او، حُکم یک سگ اهلی را پیدا می‌کند و با او به بازی می‌پردازد. از جمله شیر، دم خود را همانند یک سگ دست آموز برای آندروکلس تکان می‌دهد و همچنین گوشت شکارهایی را که با خود به غار می‌آورد، با آندروکلس تقسیم می‌کند.
سرانجام آندروکلس، غار شیر را ترک می‌کند و از این واقعه، سال‌ها می‌گذرد. آندروکلس بعد از گذشت چند سال، در نهایت توسط رومیان بازداشت می‌شود و به رم بازگردانده می‌شود. در رم او را به عنوان برده فراری حبس می‌کنند، و سرانجام وی را محکوم به کشته شدن توسط حیوانات وحشی می‌کنند و مقرر می‌شود که روزی از روزها، آندروکلس در محل سیرک بزرگ (آمفی تئاتر) رم، و با حضور مردم و امپراتور، جلوی حیوانات گرسنه و وحشی انداخته شود تا بوسیلهٔ آن‌ها بلعیده گردد.
سرانجام روز موعود فرا می‌رسد و آندروکلس، در حضور امپراتوری که نامش ذکر نشده‌است (اما ممکن است کالیگولا یا کلودیوس باشد)، به جلوی شیرهای تنومند و درنده و گرسنه انداخته می‌شود. امّا ناگهان، یکی از شیرها، نه فقط هرگز برای دریدن آندروکلس جلو نمی‌آید، بلکه حتی از دریده شدن وی توسط دیگر شیرها جلوگیری می‌کند و اجازه نمی‌دهد که هیچ‌یک از شیرهای گرسنه کوچکترین گزندی به آندروکلس برسانند. بدین ترتیب معلوم می‌شود که شیری که به دفاع از آندروکلس برخاسته و پرهیز از یورش به او را بر دیگر جانوران تحمیل کرده‌است، همان شیری است که چندین سال قبل توسط آندروکلس تیمار شده بود و همین موضوع سبب شده بود که آن جانور، دوباره محبت خود را نسبت به آن برده، نشان بدهد.
به هرحال، با مشاهدهٔ این صحنه و اطلاع از اصل ماجرا، امپراتور رضایت داد که آندروکلس برده، دیگر کشته نشود و حتی آزادی وی نیز، به رسمیت شناخته شود. افزون بر این رویت قدرت دوستی عجیب شکل گرفته میان شیر و آندروکلس، موجب شد که بدستور امپراتور، شیر را در اختیار آندروکلس قرار بدهند.
بعد از این، دیگر برای همیشه آندروکلس به اتفاق شیر دیده می‌شد. وی برای همراه بردن شیر با خودش، ابزار خاصی ساخت و با شیر در سرتاسر شهر رم به گردش پرداخت. وی در مواجهه با مردم داستان خویش با شیر درنده را شرح می‌داد و مردم در مقابل به آندروکلس پول و هدیه می‌دادند و بر سرتاپای بدن شیر، گُل می‌پاشیدند؛ و بدین ترتیب، هر کسی که در هر کجا آن‌ها را ملاقات می‌کرد، خطاب به آن‌ها و در موردشان می‌گفت: «این شیر، شیری است که دوست آدمیزاد است، و این آدم، آدمی است که تیمارگر شیر می‌باشد!»